# 11-й армійський корпус (Австро-Угорщина)
11-й армійський корпус (прізвисько «Русинський корпус») — загальновійськове з'єднання (армійський корпус) Збройних сил Австро-Угорщини. Сформовано 1883 року в складі 11-ї, 30-ї піхотних дивізій і 4-й 8-ї кавалерійської дивізії, 11-ї польової артилерійської бригади.
Більшість воїнів корпусу були етнічними українцями Буковини та Галичини.

## Історія

### Окупація Донбасу
У квітні корпус був розформований, в червні корпус був відновлений в тому ж складі.
Після заняття німцями Ростова-на-Дону 8 травня 1918 року Імператор Вільгельм ІІ видав указ, яким заборонив подальші наступальні операції. У Донбасі дислокувалися війська 11-го австро-угорського корпусу зі штабом у Маріуполі. У Юзівці розмістився штаб 4-ї кавалерійської дивізії. Завданням 11-го корпусу було стеження за дотриманням громадського порядку в регіоні, боротьба з повстанським рухом і контроль за виконанням продовольчих обов'язків України.
З 23 по 24 липня частини корпусу брали участь у придушенні повстання в місті Маріуполь.
11-й корпус покинув Донбас 22 листопада 1918 року.

## Загальні відомості
- Розташування штабу — Львів
- Район: Східна Галичина і Буковина
- Військово-допоміжні райони: Бережани, Чернівці, Чортків, Коломия, Станіслав, Тернопіль, Золочів, Львів
- Командир корпусу: генерал кавалерії Десидерій Колосварі де Колосвар
- Призначений: генерал-майор Пітер фон Хофманн
- Начальник штабу: полковник Франц Римль
- Начальник поля: Ладислав Гризецький
- Військовий адміністратор: підполковник Теодоріх Стернат
- Керівник санітарного відділу: старший медичний співробітник 1-го класу Леопольд Теренкочі
- Директор Індентату: військовий начальник 1-го класу Станіслава Комора
- Директор військового будівництва: полковник Карл Лустіг з Преансфельда

## Склад
- 11-та піхотна дивізія
- 30-та піхотна дивізія
- Відділ 4-го кавалерійського загону
- Відділ 8-го кавалерійського загону
- 11-та польова артилерійська бригада
- Поїзний відділ № 11

## Командування
- Ігнац фон Корда — III.1915—VII.1916

- ГУґо фон Габерманн — VII.1916—IV.1918, VI.—XI.1918[3]

## Пам'ять
- У місті Маріуполі в Кальміуському районі є вулиця Австрійська.